# Podismomorpha gibba
Podismomorpha gibba är en insektsart som beskrevs av Yong Shan Lian och Z. Zheng 1984. Podismomorpha gibba ingår i släktet Podismomorpha och familjen gräshoppor. Inga underarter finns listade i Catalogue of Life.